# Frédéric Dufaux
Pour les articles homonymes, voir Dufaux.
Ne pas confondre avec son père, le sculpteur suisse Frédéric Guillaume Dufaux (1820-1872).
Auguste Frédéric Dufaux est un peintre suisse né à Genève le 12 juillet 1852, mort dans la même ville le 2 juillet 1943.

## Biographie et parcours professionnel
Il est issu d'une famille de peintres sur émail et de fabricants d'émaux,. Descendant de huguenots français chassés par l'Édit de Fontainebleau révoquant l'Édit de Nantes, son père, Frédéric Guillaume Dufaux, artiste peintre et sculpteur, lui donne ses premiers cours de dessin, puis il s'inscrit à l'École des beaux-arts de Genève où il rencontre son maître, Barthélemy Menn. 
Il poursuit ses études à Paris et à Florence à l'Académie des Offices où il travaille avec Luigi Rubio, peintre italien d'histoire et portraitiste. 
Selon son fils, Henri Dufaux, c'est un grand travailleur. Il réalise des portraits et se spécialise dans les sujets de genre et de paysages intimes qu'il expose régulièrement. Il vit à Paris de 1876 à 1891 et participe au Salon des artistes français. Il voyage en Italie, Algérie, Egypte, d'où un certain nombre d'oeuvres exotiques.
Il participe avec Édouard Castres au panorama L'entrée de l'armée française aux Verrières. Il exécute quatre panneaux représentant les Quatre Saisons pour le Grand Théâtre (Genève). A la demande de Gustave Revilliod, il réalise des caissons peints (scènes mythologiques et allégoriques) pour les plafonds du Musée Ariana. Dans ce musée se trouvent un Portrait de Gustave Revilliod (à l'âge de 70 ans) par Frédéric Duffaux, ainsi qu'un Buste d'Ariane Revilliod-De La Rive réalisé par son père, Frédéric Guillaume Dufaux.
En sculpture, il réalise des bustes de François Diday (Musée Rath à Genève), de Jean-Jacques Rousseau (Grand Théâtre (Genève)), de Marc Monnier (pour l'Université de Genève), de Jean-Etienne Dufour (Cimetière des Rois). 
Son épouse Noémie de Rochefort-Luçay, fille d'Henri Rochefort, écrivain et homme politique français, lui donne trois enfants dont Amélie (1878-1948), première pilote de course genevoise, et les célèbres pionniers de l'aviation Henri Dufaux et Armand Dufaux. Il réalise le buste mortuaire pour la tombe de son beau-père située au cimetière Montmartre à Paris.
Il pratique la culture physique et s'intéresse aux nouvelles inventions (automobile, aviation).

## Distinctions
- Lauréat du Concours Diday en 1886 (avec Une barque en détresse)
- Lauréat à l'Exposition universelle de Paris de 1889[11]
- Premier prix du Concours Diday en 1892

## Expositions
- Zurich : Exposition nationale suisse, 1883
- Genève : Musée de l'Athénée, 1884
- Genève : Musée Rath, 1885[12]
- Paris : Exposition universelle, 1889
- Berne : Exposition nationale des beaux-arts, 1892[13]
- Genève : Institut national genevois, 1892[14]
- Genève : Musée de l'Athénée, 1894
- Lausanne : La Grenette, 1908
- Genève : Musée Rath, 1909
- Genève : Musée Rath, 1911
- Genève : Galerie Moos, 1923
- Genève : Galerie Lador, 1929
- Genève : Musée de l'Athénée, 1938
- Genève : Musée de l'Athénée, 1939
- Genève : Musée de l'Athénée, 1941
- Genève : Musée Rath, 1943[15]
- Genève : Musée Rath, 1943 (Barthélemy Menn et ses éleves)
- Winterthur : Musée des beaux-arts de Winterthour, 1945[16]
- Genève : Musée Rath, 1945[17]
- Bellevue : Port-Gitana, 1954
- Genève : Musée Rath : Musée de l'Athénée, 1957 (Cent ans de peinture genevoise : à l'occasion du centenaire de la Société des amis des beaux-arts)[18]
- Carouge : Salle des Fêtes, 1966[19]
- Genève : Société mutuelle artistique, 1979 (avec son fils Henri Dufaux)
- Genève : Galerie Tonon, 1987
- Genève : Galerie Tonon, 1994[20]
- Genève : Musée Rath, 1998 (La peinture suisse (1848-1906) : entre réalisme et idéal)
- Genève : Galerie Tonon, 2005
- Winterthur : Musée Oskar Reinhart « Am Stadtgarten », 2007 (Von Anker bis Hodler)

## Collections publiques
- Musée d'art et d'histoire de Genève[21]
- Winterthur : Fondation Oskar Reinhart[22]
- Musée des beaux-arts de Berne

## Sources
- Article Auguste Frédéric Dufaux du SIKART en ligne
- « Frédéric Dufaux » dans le Dictionnaire historique de la Suisse en ligne.